# John Hobart, I conte di Buckinghamshire
John Hobart, I conte di Buckinghamshire (11 ottobre 1693 – Londra, 22 settembre 1756), è stato un nobile inglese.

## Biografia
Era il figlio di sir Henry Hobart, IV Baronetto, e di sua moglie, Elizabeth Maynard.

## Carriera
Ereditò il titolo di Baronetto nel 1698, alla morte del padre in un duello.
È stato deputato per St Ives (1715-1727) e per Norfolk (1727-1728). Ha ricoperto la carica di vice ammiraglio di Norfolk (1719-1756), di Treasurer of the Chamber (1727-1744). Egli è stato creato barone di Hobart nel 1728 e conte di Buckinghamshire nel 1746. Nel 1744 divenne membro del consiglio privato.

## Matrimoni

### Primo Matrimonio
Sposò, l'8 novembre 1717, Judith Britiffe (?-7 febbraio 1726), figlia di Robert Britiffe e Judith Edgar. Ebbero due figli:
- Lady Dorothy Hobart (?-1º giugno 1798), sposò Sir Charles Hotham-Thompson, VIII Baronetto, non ebbero figli;
- John Hobart, II conte di Buckinghamshire (17 agosto 1723-3 agosto 1793).

### Secondo Matrimonio
Sposò, il 10 febbraio 1728, Elizabeth Bristow (?-12 settembre 1762), figlia di Robert Bristow e Elizabeth Woolley. Ebbero due figli:
- George Hobart, III conte di Buckinghamshire (8 settembre 1731-14 ottobre 1804);
- Lord Henry Hobart (1738-10 maggio 1799), sposò Margaret Anne Bristow, ebbero un figlio.

## Morte
Morì il 22 settembre 1756 a Londra.